# El sueño de Dante ante la muerte de su amada
El sueño de Dante ante la muerte de su amada (Dante's Dream at the Time of the Death of Beatrice) es una pintura de 1871 obra de Dante Gabriel Rossetti exhibida en la Walker Art Gallery de Liverpool, siendo ésta una copia de una acuarela de 1856 expuesta en la Tate Gallery. Existe asimismo una réplica de menor tamaño exhibida en la Dundee Art Gallery and Museum de Escocia.

## Historia
La pintura, adquirida por la Walker Art Gallery en 1881 por un valor de 1.575 libras, fue enviada en tren a Berlín en 1897 para ser fotografiada, durando el viaje tres semanas y descubriéndose que la misma se hallaba en malas condiciones debido a la suciedad, por lo que se procedió a limpiarla con agua y a barnizarla con copal,
tratamiento no autorizado, si bien existe una extensa correspondencia de Berlín la
cual justifica la restauración efectuada. De nuevo en malas condiciones de conservación en 1904, el presidente de la Walker Art Gallery, Mr. Dibdin, señaló que el lienzo se estaba desgarrando y que la obra se estaba desconchando, formando ampollas y provocando pérdidas de pintura, considerándose que los viajes de ida y vuelta de Berlín habían agravado el estado de la pintura, la cual fue enviada en 1908 a la National Gallery de Londres para adherir un nuevo lienzo al original, siendo devuelta posteriormente a Liverpool.
En 1940, durante la Segunda Guerra Mundial, el lienzo fue retirado del marco, siendo enrollado y almacenado en el sótano de la galería. En 1941, la pintura fue trasladada junto a otras obras de gran formato al Ellesmere College de Shropshire, apreciándose por aquel entonces que había sufrido algunos daños, concretamente en la parte superior de la túnica de la figura femenina de la
izquierda y en la parte inferior de la figura de Dante. Se apreció asimismo
descamación vertical como consecuencia de que el lienzo hubiese sido enrollado además de deslaminación entre las capas superiores de la pintura y la imprimación. En 1960 se llevó a cabo una restauración consistente en la eliminación del barniz, descolorido probablemente por los daños sufridos anteriormente, llenándose las áreas dañadas con una nueva imprimación. Tras un examen efectuado en 1985, se registró una posible falta de adhesión entre el lienzo de revestimiento y el lienzo original, apreciándose también que, al igual que en anteriores ocasiones, la túnica verde de la figura de la izquierda estaba cubierta de ampollas. Por aquel entonces, el sobrepintado de 1960 se había descolorido, afectando principalmente a las figuras del ángel y Beatriz, por lo que se procedió a la eliminación de la capa de barniz así como de la pintura, retocándose posteriormente las zonas afectadas. Tras un examen realizado en 2003, se llegó a
la conclusión de que la obra se hallaba en buenas condiciones, sin haberse descubierto ninguna evidencia de los daños anteriores.

## Elaboración

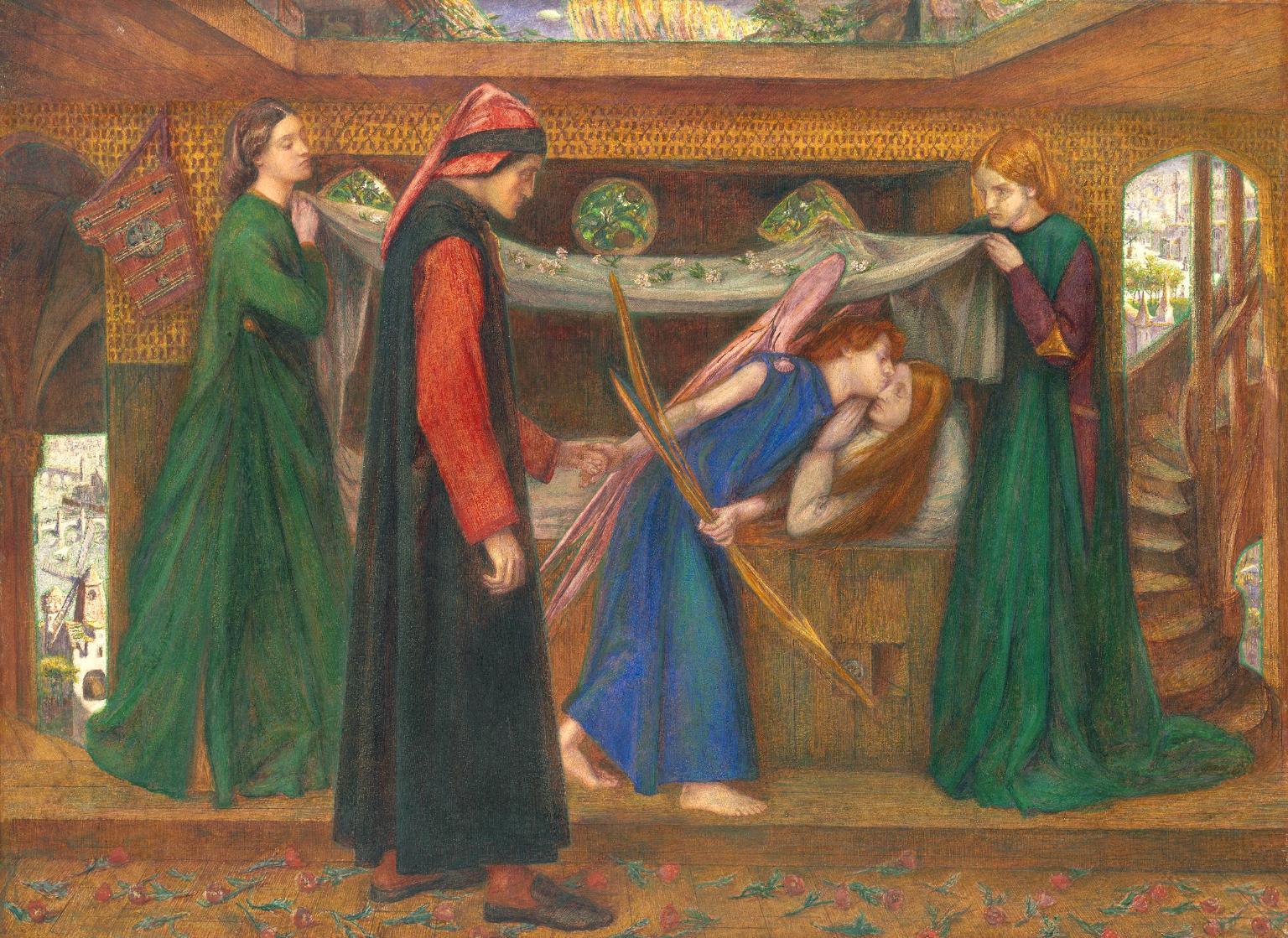
El sueño de Dante ante la muerte de su amada, por Rossetti (1856)

Los primeros bocetos para la pintura fueron elaborados en 1855, cuando Rossetti se encontraba trabajando en la acuarela, terminada en 1856 y destinada a Ellen Heaton, a quien el pintor describió la obra en los siguientes términos: "las figuras (todas las del primer plano) son, Dante, la principal Beatriz, dos damas y una figura angelical representando el Amor, quien es presentado como una persona a través de la Vita Nuova, y hay una buena cantidad de accesorios, siendo el dibujo, a no ser que esté muy equivocado, considerablemente más del doble del tamaño de Raquel y Lía, y en todos los aspectos un dibujo mucho mejor que ese, el cual no emprendí por sugerencia propia, y el tema del mismo nunca me interesó".
Años después, en septiembre de 1863, Rossetti pidió a Heaton que le prestase el cuadro debido a que el pintor tenía la firme intención de elaborar una pintura al óleo a gran escala sobre el mismo tema, si bien no empezó a trabajar en ella hasta 1869, cuando la obra fue comisionada por William Graham, solicitando Rossetti de nuevo la acuarela a Heaton con el fin de emplearla como guía. Completado en 1871, el cuadro fue finalmente rechazado por Graham debido a sus grandes dimensiones. Rossetti llevó a cabo varias labores de reparación en el mismo durante la década de 1870, vendiéndolo eventualmente a la ciudad de Liverpool en 1881. Posteriormente, el artista elaboró una réplica de menor tamaño para Graham.
En lo que respecta a las referencias visuales, Jane Morris sirvió como modelo para la figura yacente de Beatriz, mientras que Edward Hughes posó para la figura del Amor, si bien Rossetti decidió eliminar su rostro por considerarlo demasiado clásico, siendo sustituido por el de Johnston Forbes-Robertson. Por su parte, W. J. Stillman sirvió probablemente como referencia visual para el rostro de Dante, si bien algunas fuentes sostienen que Rossetti empleó como modelo a Charles Augustus Howell. En lo que respecta a las figuras femeninas situadas a ambos lados de la pintura, Alexa Wilding sirvió como modelo para la figura de la izquierda, mientras que Marie Spartali Stillman posó para la figura de la derecha.

## Composición y análisis
Rossetti sintió un gran interés personal por el poeta italiano Dante Alighieri durante toda su vida. En la pintura, Dante sueña que es conducido al lecho de muerte de Beatriz Portinari, objeto de su amor frustrado. Dante, vestido de negro, permanece de pie mientras contempla cómo su amada se está muriendo. Dos figuras femeninas vestidas de verde sujetan un manto sobre Beatriz, mientras un ángel vestido de rojo sostiene la mano de Dante al tiempo que se inclina para dar un beso a Beatriz.
Rossetti crea en el cuadro un mundo visionario compuesto por complejos elementos simbólicos, los cuales incluyen las prendas verdes de las mujeres situadas a ambos lados, símbolos de la esperanza; las flores primaverales situadas en el primer plano, símbolos de la pureza; y las palomas rojas, símbolos del amor. Asimismo, al fondo puede apreciarse una vista de la ciudad de Florencia, fuertemente ligada a la figura de Dante.

## Réplica

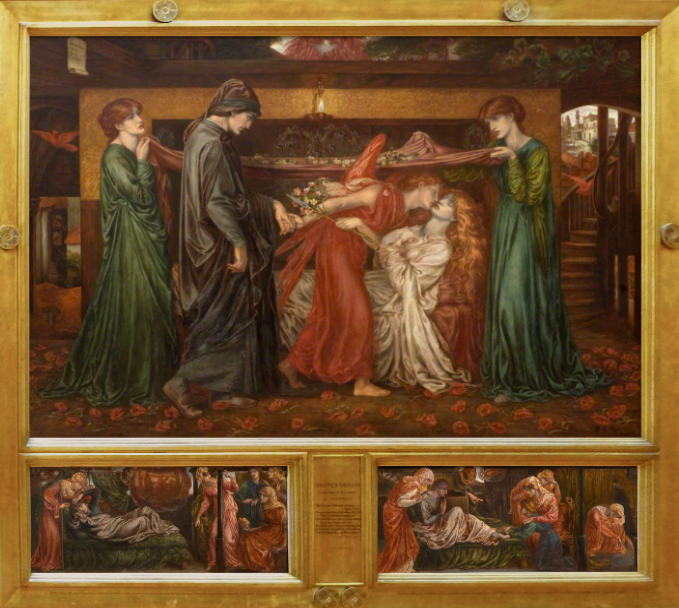
El sueño de Dante ante la muerte de su amada, por Rossetti (1880) (réplica en su marco original)

Rossetti elaboró una réplica del cuadro para William Graham debido a que el original era demasiado grande, realizando el pintor dicha réplica entre 1878 y 1880 y añadiendo dos predelas y un breve texto situado entre ambas así como un texto inscrito debajo de cada una. 
Bajo la predela de la izquierda puede leerse:
Texto original en inglés: 

Dante being sick and crying out in a dream of his lady's death, is mourned over by his near kinswoman whom other ladies lead thence by reason of her grief, and awaken him.

Texto traducido al español:

Dante enfermo y llorando en un sueño por la muerte de su señora, es llorado por su pariente cercana a quien otras damas llevan allí por razón de su dolor, y lo despiertan.

En el texto que divide ambas predelas se halla inscrito el título de la pintura y un pasaje de la Vita Nuova:
Texto original en inglés:

Then Love said: "Now shall all things be made clear:

Come and behold our lady where she lies."
    These 'wildering fantasies
Then carried me to see my lady dead.
    Even as I there was led,
Her ladies with a veil were covering her 
And with her was such very humbleness

That she appeared to say, I am at peace.

Texto traducido al español:

Entonces el Amor dijo: "Ahora todas las cosas se aclararán:

Ven y contempla a nuestra dama donde reposa".
     Estas fantasías salvajes
Luego me llevó a ver a mi señora muerta.
     Aun cuando fui conducido,
Sus damas con un velo la cubrían
Y con ella era tan humilde

Que parecía decir, estoy en paz.

Por último, bajo la predela situada a la derecha puede leerse:
Texto original en inglés:

Dante recalling the incidents of his successful dream, recounts them to the ladies who have awakened him, whereto his grieving kinswoman also hearkens apart.

Texto traducido al español:

Dante recordando los incidentes de su exitoso sueño, se los cuenta a las damas que lo han despertado, a lo que su afligida pariente también escucha.

## Galería de imágenes (detalles de la pintura original)

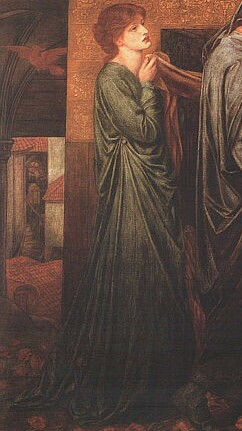
Detalle de la figura de la izquierda
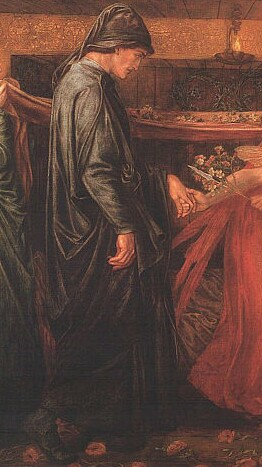
Detalle de Dante
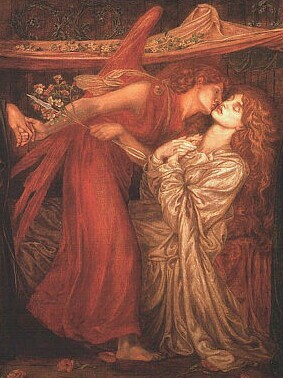
Detalle del ángel y Beatriz
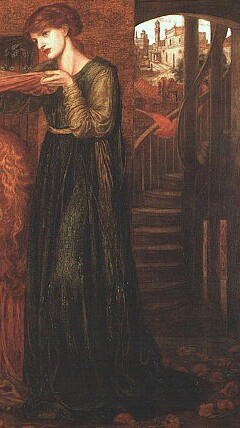
Detalle de la figura de la derecha. Al fondo puede apreciarse una paloma de color rojo así como una vista de la ciudad de Florencia

## Galería de imágenes (detalles de la réplica)

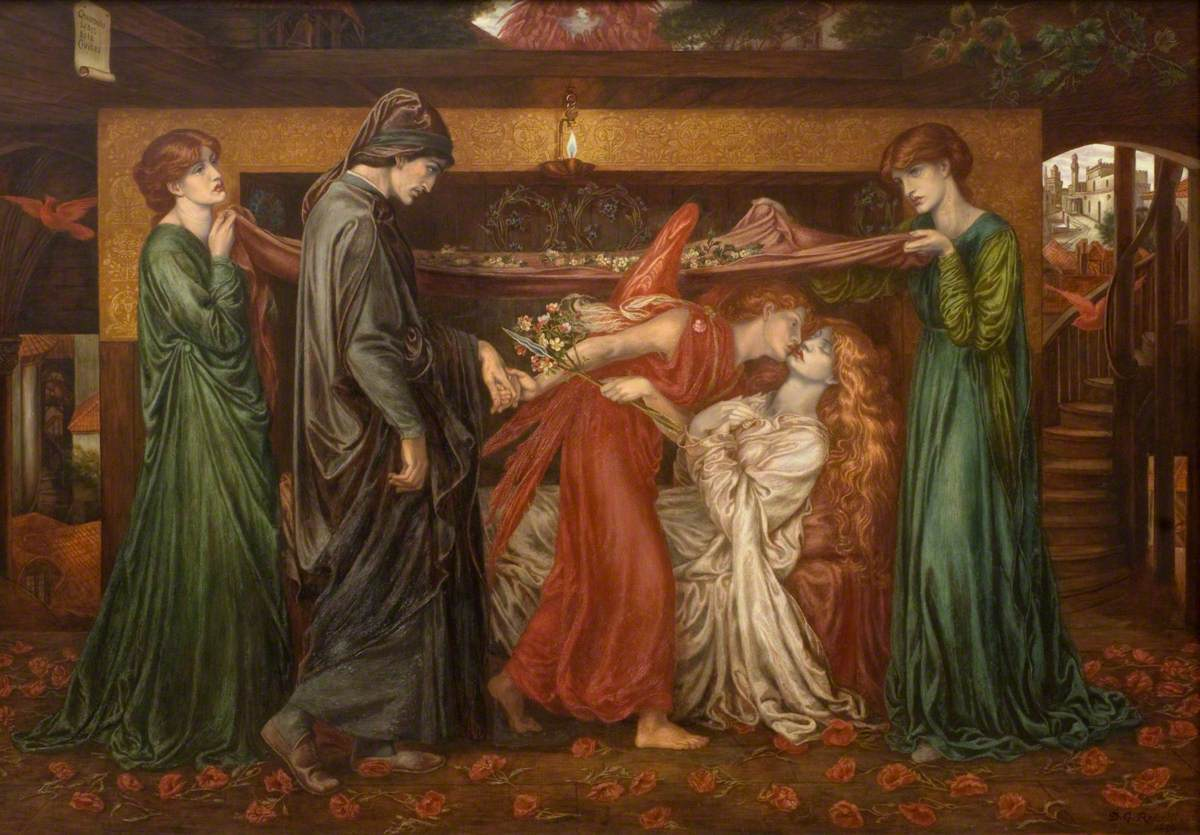
Imagen principal de la réplica
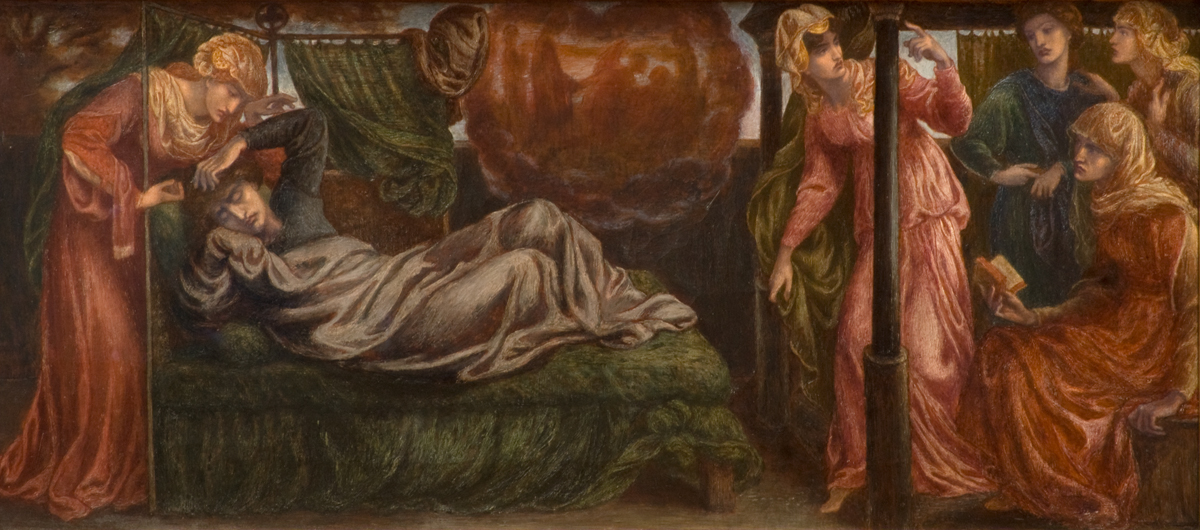
Predela de la izquierda
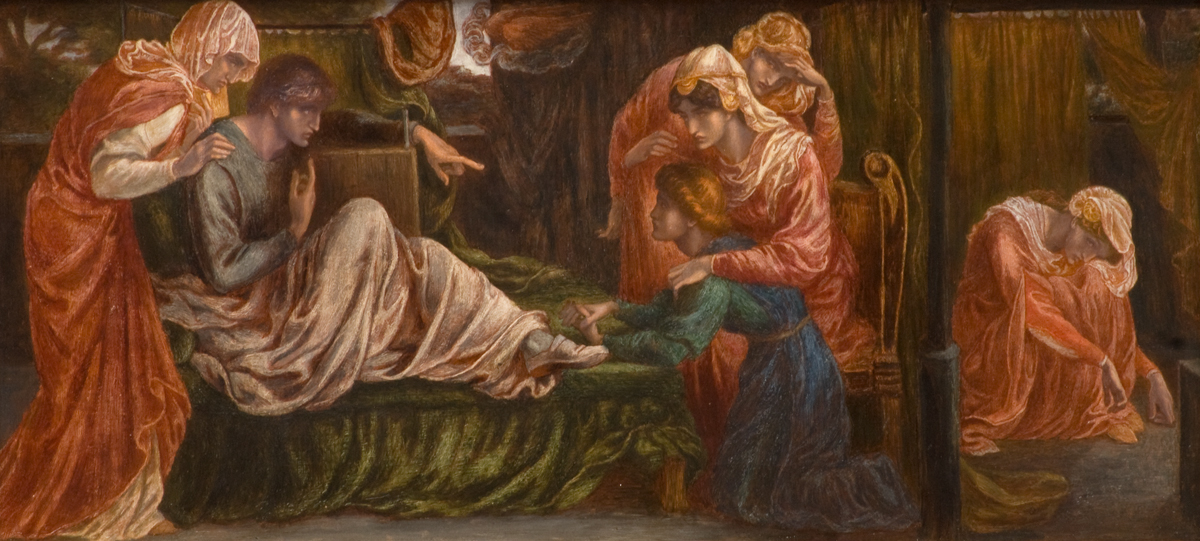
Predela de la derecha